# بيت حروش (المحويت)

تعديل مصدري - تعديل

بيت حروش هي إحدى قرى عزلة بني ابجر بمديرية المحويت التابعة لمحافظة المحويت، بلغ تعداد سكانها 261 نسمة حسب تعداد اليمن لعام 2004.